# Szczuczki-Kolonia
Szczuczki-Kolonia – kolonia w Polsce położona w województwie lubelskim, w powiecie opolskim, w gminie Poniatowa.
| SIMC    | Nazwa   | Rodzaj     |
| ------- | ------- | ---------- |
| 0389653 | Łubinów | przysiółek |

W latach 1975–1998 miejscowość administracyjnie należała do ówczesnego województwa lubelskiego.
Wieś stanowi sołectwo w gminie Poniatowa. Według Narodowego Spisu Powszechnego z roku 2011 wieś liczyła 253 mieszkańców.